# ألكسندرا
ألكسندرا، هي قديسة قبطية قديمة عاشت بمساعدة صديقتها ميلانيا في إحدى القبور خارج الإسكندرية. وهي من سكان الإسكندرية، مسيحية من الأقباط. ويروى أنه في أحد الأيام كانت ألكسندرا تسير في الطريق فأراد أحد الشبان الرومانيين ممارسة الجنس معها، وكاد أن يوقع بها، فلما شعرت هذه القديسة بمخططاته، فتنبأت أنه سيهلك بسببها، وأيضًا أحس ذلك الشاب أن هذه الفتاة متدينة وأنها اسحت لما يدبر، فخشي أن تفضحه بين الناس.
ففكرت هذه الشابة في زوال العالم وشهواته من منظره ومتعته التي لا تدوم، فاختارت أن تتوارى عن العالم وما به من عثرات لها أو لغيرها، فذهبت إلى أحد الأماكن المهجورة خارج مدينة الإسكندرية، وأقامت في مكان يشبه القبر، وأغلقت على نفسها تاركة فتحة صغيرة؛ لتأخذ احتياجاتها منها، وقد ساعدتها في ذلك الأمر صديقتها التي اسمها ميلاينا، وكانت امرأة مؤمنة تهتم بمعيشتها وتحضر لها طعامها البسيط من الخبز والملح وذلك مدة اثنتي عشرة عامًا. 
وفي يوم ذهبت كعادتها تحضر لها طعامها وطرقت على الباب ولم تجب، فعلمت أنها قد ماتت فذهبت ميلاينا إلى الأصدقاء المسيحيين وأخبرتهم بأمر هذه القديسة وقصتها (لأنه لم يعرف أحد قصتها وهي على قيد الحياة بناء على رغبتها) فكسروا باب القبر ووجدوها قد توفت فأخذوها إلى الكنيسة وصلوا عليها.